# Enter Mr. DiMaggio
Enter Mr. DiMaggio je třetí epizoda amerického muzikálového seriálu Smash. Epizoda měla premiéru ve vysílání televizní stanice NBC 20. února 2012.

## Děj epizody
Karen (Katharine McPhee) se vrací do Iowy, aby učinila zásadní rozhodnutí týkající se její budoucnosti. Favorit na roli Joa DiMaggia v muzikálu, Michael Swift (Will Chase) skrývá velké tajemství a Eileen (Anjelica Huston) má podezření, že její brzy-už-bývalý manžel od ní odvrací hudební investory, aby ji překazil vznik nového muzikálu.

## Seznam písní
- "Grenade"
- "Redneck Woman"
- "Mr. and Mrs. Smith"

## Natáčení
Epizodu napsala autorka seriálu, Theresa Rebeck a režíroval ji Michael Mayer. Pilotní díl byl původně psán pro televizní stanici Showtime, ale Robert Greenblatt odešel ze Showtime do NBC a seriál si vzal s sebou. Díky změně televizních kanálů byla Rebeck nucena vystřihnout 20 minut natočeného materiálu z pilotní epizody a vložit ho do druhé a třetí epizody. V epizodě se poprvé objeví Will Chase, který hraje Michaela Swifta, favorita na roli Joa DiMaggia v muzikálu. Také je starou Juliinou láskou.
Scény odehrávající se v Iowě se točily v Nyacku ve státě New York.
Studiové nahrávky původní písně "Mr. & Mrs. Smith", kterou nazpívali Megan Hilty a Will Chase a coververze písně od Bruna Marse "Grenade", kterou nazpíval Chase a "Rednack Woman" od Gretchen Wilson, kterou zpívala Katharine McPhee byly vydány 20. února 2012 jako singly na iTunes.

## Ohlasy
V této epizodě sledovanost výrazně klesla, v den vysílání ji sledovalo pouze 6,5 milionu amerických diváků a získala rating 2,3.